# Mistrzostwa Świata Juniorów w Narciarstwie Alpejskim 2021
40. Mistrzostwa świata juniorów w narciarstwie alpejskim – zawody w narciarstwie alpejskim, które odbyły się w dniach 2 – 11 marca 2021 roku na trasach w bułgarskim Bansku. Z powodu pandemii COVID-19 program zawodów zredukowano do trzech konkurencji dla kobiet i mężczyzn: supergiganta, giganta i slalomu. Zrezygnowano z biegu zjazdowego, kombinacji oraz zawodów drużynowych.
Były to pierwsze w historii zawody tego cyklu organizowane w Bułgarii.

## Wyniki
| Pozycja | Zawodnik          | Narodowość | Czas  |
| ------- | ----------------- | ---------- | ----- |
|         | Giovanni Franzoni | 49,70      | -     |
|         | Lukas Feurstein   | 49,74      | +0,04 |
|         | Gaël Zulauf       | 49,75      | +0,05 |
| 4.      | Kaspar Kindem     | 49,82      | +0,12 |
| 5.      | Guerlain Favre    | 49,87      | +0,17 |
| 6.      | Philipp Lackner   | 50,05      | +0,35 |

| Pozycja | Zawodniczka           | Narodowość | Czas  |
| ------- | --------------------- | ---------- | ----- |
|         | Lena Wechner          | 53,32      | -     |
|         | Magdalena Kappaurer   | 53,56      | +0,24 |
|         | Magdalena Egger       | 53,69      | +0,37 |
| 4.      | Hanna Aronsson Elfman | 54,07      | +0,75 |
| 5.      | Delia Durrer          | 54,29      | +0,97 |
| 6.      | Ilaria Ghisalberti    | 54,35      | +1,03 |

| Pozycja | Zawodnik          | Narodowość | Czas  |
| ------- | ----------------- | ---------- | ----- |
|         | Lukas Feurstein   | 1:45,33    | -     |
|         | Giovanni Franzoni | 1:46,05    | +0,72 |
|         | Kaspar Kindem     | 1:46,22    | +0,89 |
| 4.      | Simon Luca Wolf   | 1:46,60    | +1,27 |
| 5.      | Fadri Janutin     | 1:46,67    | +1,34 |
| 6.      | Joshua Sturm      | 1:46,93    | +1,60 |

| Pozycja | Zawodniczka               | Narodowość | Czas  |
| ------- | ------------------------- | ---------- | ----- |
|         | Hanna Aronsson Elfman     | 1:46,54    | -     |
|         | Marte Monsen              | 1:47,29    | +0,75 |
|         | Neja Dvornik              | 1:47,42    | +0,88 |
| 4.      | Sara Rask                 | 1:47,51    | +0,97 |
| 5.      | Elena Sandulli            | 1:47,76    | +1,22 |
| 6.      | Lisa Marie Loipetssperger | 1:48,04    | +1,50 |

| Pozycja | Zawodnik         | Narodowość | Czas  |
| ------- | ---------------- | ---------- | ----- |
|         | Benjamin Ritchie | 1:40,36    | -     |
|         | Fadri Janutin    | 1:40,84    | +0,48 |
|         | Joshua Sturm     | 1:41,06    | +0,70 |
| 4.      | Kaspar Kindem    | 1:41,52    | +1,16 |
| 5.      | Joel Lütolf      | 1:41,63    | +1,27 |
| 6.      | Lukas Feurstein  | 1:41,88    | +1,52 |

| Pozycja | Zawodniczka          | Narodowość | Czas  |
| ------- | -------------------- | ---------- | ----- |
|         | Sophie Mathiou       | 1:40,24    | -     |
|         | Moa Boström Müssener | 1:40,44    | +0,20 |
|         | AJ Hurt              | 1:40,45    | +0,21 |
| 4.      | Paulina Schlosser    | 1:40,64    | +0,40 |
| 5.      | Emma Aicher          | 1:40,71    | +0,47 |
| 6.      | Zoe Zimmermann       | 1:40,75    | +0,51 |

## Klasyfikacja medalowa
| Miejsce | Państwo           |   |   |   | złoto · srebro · brąz |
| ------- | ----------------- | - | - | - | --------------------- |
| 1.      | Austria           | 2 | 2 | 2 | 6                     |
| 2.      | Włochy            | 2 | 1 | 0 | 3                     |
| 3.      | Szwecja           | 1 | 1 | 0 | 2                     |
| 4.      | Stany Zjednoczone | 1 | 0 | 1 | 2                     |
| 5.      | Norwegia          | 0 | 1 | 1 | 2                     |
| 5.      | Szwajcaria        | 0 | 1 | 1 | 2                     |
| 7.      | Słowenia          | 0 | 0 | 1 | 1                     |